# أزمة مياه فلينت
أزمة مياه فلينت (بالإنجليزية: Flint water crisis) هي أزمة صحية عامة مستمرة بدأت في عام 2014 بعد تلوث مصدر مياه الشرب لمدينة فلينت بولاية ميشيغان بالرصاص. في أبريل 2014 غيرت فلينت مصدرها المائي من مياه إدارة المياه والصرف الصحي المعالجة في ديترويت (مصدرها بحيرة هورون ونهر ديترويت) إلى نهر فلينت. فشل المسؤولون في تطبيق مثبطات التآكل على الماء. ونتيجة لذلك يؤدي تسرب الرصاص من الأنابيب المتقادمة إلى إمدادات المياه، مما يؤدي إلى مستويات مرتفعة للغاية من السموم العصبية للمعادن الثقيلة وتعريض أكثر من 100.000 مقيم لمستويات الرصاص المرتفعة. أثبتت دراستان علميتان أن التلوث بالرصاص كان موجودًا في إمدادات المياه. عادت المدينة إلى نظام المياه في ديترويت في 16 أكتوبر 2015. ووقعت فيما بعد عقدًا مدته 30 عامًا مع هيئة مياه البحيرات العظمى الجديدة في 22 نوفمبر 2017.
في 5 يناير 2016 أعلن حاكم ميشيغان ريك سنايدر حالة الطوارئ في مقاطعة جينيسي، والتي تعد فلينت المركز السكاني الرئيسي فيها. بعد ذلك بوقت قصير أعلن الرئيس باراك أوباما حالة الطوارئ الفيدرالية، وأذن بمساعدة إضافية من وكالة إدارة الطوارئ الفيدرالية ووزارة الأمن الداخلي. تعرض ما بين 6.000 و12.000 طفل لمياه الشرب التي تحتوي على مستويات عالية من الرصاص. تم اعتبار تغيير إمدادات المياه سببًا محتملاً لتفشي مرض داء الفيالقة في المقاطعة الذي أودى بحياة 12 شخصًا وأثر على 87 آخرين، ولكن لا يوجد دليل على وجود صلة واضحة. استقال أربعة مسؤولين حكوميين: واحد من مدينة فلينت واثنان من إدارة جودة البيئة بولاية ميشيغان وواحد من وكالة حماية البيئة، بسبب سوء التعامل مع الأزمة، وتم فصل موظف إضافي في إدارة جودة البيئة. تم رفع خمسة عشر قضية جنائية ضد مسؤولين محليين ومسؤولين حكوميين، لكن لم يتم الحصول إلا على إدانة واحدة، وتم رفض جميع التهم الأخرى أو إسقاطها.
تم بذل جهود مكثفة لاستبدال أنابيب خدمة الرصاص منذ عام 2016، باستخدام تقنيات مبتكرة مثل التعلم الآلي المستخدم للتنبؤ بعدد ومواقع أنابيب الرصاص. في أوائل عام 2017 أكد بعض المسؤولين أن جودة المياه عادت إلى مستويات مقبولة، لكن في يناير 2019 أعرب السكان والمسؤولون عن شكوكهم بشأن نظافة المياه. كان هناك ما يقدر بنحو 2.500 أنبوب خدمة رئيسي لا يزال في مكانه حتى أبريل 2019.
اعتبارًا من 2 أكتوبر 2020 تم حفر 26.232 خطًا لخدمة المياه، مما أدى إلى استبدال 9.769 أنبوبًا مما يعتقد أنه تأثر بالرصاص، وتأكيد 16.463 أنبوبًا نحاسيًا. اعتبارًا من 8 ديسمبر لا زال يتعين فحص أقل من 500 خط خدمة. تأمل المدينة في الانتهاء من ذلك بحلول 31 ديسمبر 2020. في 20 أغسطس 2020 مُنح ضحايا أزمة المياه تسوية مجمعة بقيمة 600 مليون دولار، مع تخصيص 80٪ لعائلات الأطفال المتأثرين بالأزمة. بحلول نوفمبر نمت التسوية إلى 641 مليون دولار. في يناير 2021 كان سنايدر من بين المتهمين في دوره في الأزمة.

## خلفية
تم تركيب بعض خطوط خدمة المياه في فلينت بين عامي 1901 و1920. كما هو الحال مع العديد من البلديات الأخرى في ذلك الوقت، فقد تم بناء جميع خطوط الخدمة من أنابيب المياه المصنوعة من الحديد ووصله إلى منازل المستخدمين النهائيين من مادة الرصاص، لأنه كان غير مكلف نسبيًا وسهل العمل. يمكن أن يتسرب الرصاص من الأنابيب إلى الماء، خاصة في حالة وجود ملوثات معينة. ومع ذلك فإن المياه من دائرة المياه والصرف الصحي في ديترويت حيث حصلت فلينت على مياهها منذ عام 1967، قد تم معالجتها جيدًا بما يكفي لدرجة أن الارتشاح من أنابيب الرصاص كان عند مستويات مقبولة من قبل وكالات حماية البيئة الفيدرالية والولاية. هناك ما يقدر بنحو 43.000 خط خدمة في المدينة، وتشمل: 3.500 خط قيادة و9.000 من خطوط الصلب المجلفن المعروفة و9.000 خط خدمة غير معروف.
انخفض التعرض للرصاص في جميع أنحاء الولايات المتحدة بشكل كبير منذ الثمانينيات، ولكن لا يعتبر مستوى الرصاص في الدم آمنًا تمامًا. الأطفال دون سن الخامسة وخاصة الرضع والأطفال الذين لم يولدوا بعد يتحملون أكبر مخاطر النتائج الصحية الضارة والتي لا رجعة فيها. من عام 2012 إلى عام 2016 حدد مركز السيطرة على الأمراض «مستوى مرجعيًا» قدره 5 ميكروغرام لكل ديسيلتر (ميكروغرام/ديسيلتر) من أجل استهداف 2.5٪ من الأطفال الأمريكيين الذين لديهم أعلى مستويات الرصاص في الدم لإدارة الحالة. عند 45 ميكروغرام / ديسيلتر يعتبر العلاج بالاستخلاب. من بين الطرق العديدة التي يمكن أن يدخل بها الرصاص إلى مجرى الدم للمواطن الأمريكي الحديث من خلال أنابيب الرصاص. تسهل المياه الحمضية المحتوية على الرصاص الموجود في الأنابيب واللحام المحتوي على الرصاص والحنفيات النحاسية أن يذوب ويدخل إلى مياه الشرب في المنزل. لذلك فإن أنظمة معالجة المياه العامة مطلوبة قانونًا لاستخدام تدابير التحكم لجعل المياه أقل حمضية.